# Hospital René Huguenin

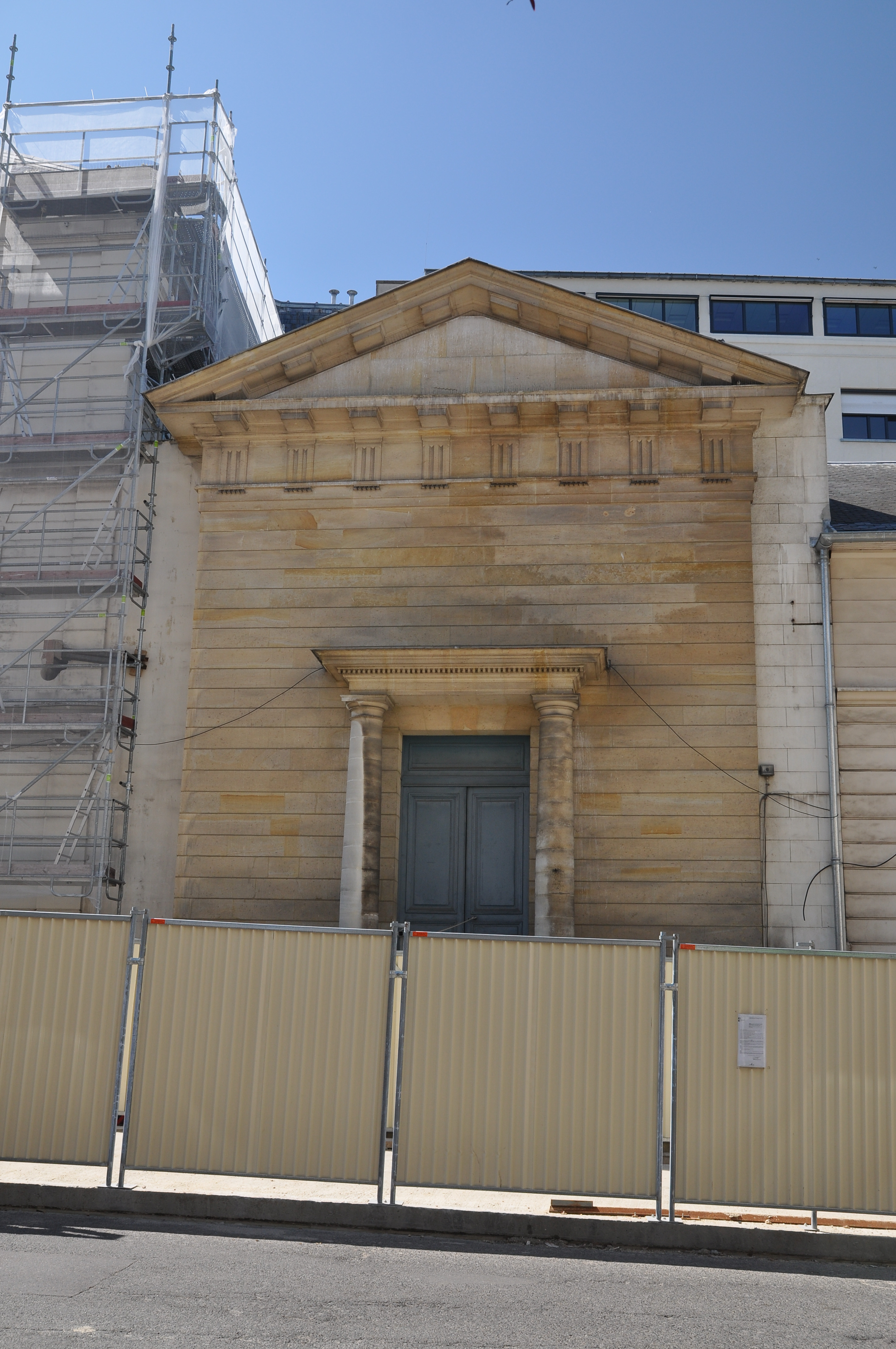
Antigo Hospital de Saint Cloud

O  Hospital René Huguenin ou Hospital René-Huguenin (em francês, Hôpital René Huguenin) é um hospital de Saint-Cloud, na França.
Parte do Instituto Curie e um hospital de ensino da Universidade de Versalhes Saint Quentin en Yvelines.